# Brassard de piscine
Pour les articles homonymes, voir Brassard (homonymie).

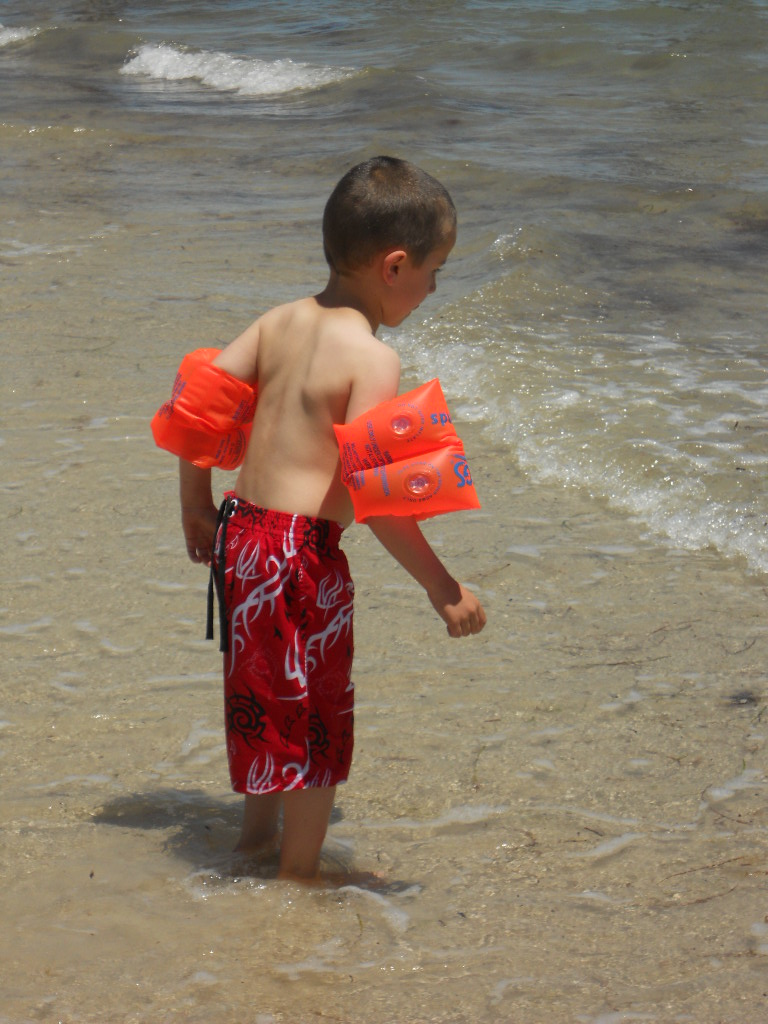

Un brassard de piscine ou un brassard de natation, aussi appelé ailette, manchon, manchette, bracelet ou flotteur au Québec, est une bouée attachée autour de chaque bras, principalement destinée aux enfants ne maîtrisant pas la natation.
Pour les enfants de 2-3 ans ils permettent notamment d'éviter le basculement de la tête dans l'eau. Le modèle choisi doit être homologué et doit être équipé de valves anti-retours.

## Histoire
Il existe un certain nombre de dispositifs historiques qui avaient des objectifs similaires à ceux des brassards gonflables.
Dans les années 1900, la natation est devenue partie intégrante du programme scolaire en Angleterre, ce qui a amené les parents à se préoccuper davantage de la sécurité de leurs enfants dans l'eau. En réponse aux inquiétudes des parents, la Dean's Rag Book Company (Londres), a lancé vers 1907 le Swimeesy Buoy, un flotteur gonflable au design coloré ressemblant aux ailes d'un papillon. Une version blanche était également disponible. Le produit est devenu si populaire qu'il est resté disponible, pratiquement inchangé, jusqu'au début de la Seconde Guerre mondiale,.
En octobre 1931, le magazine américain Modern Mechanix publie un projet de brassards ou « ailes ». Ces brassards sont en caoutchouc, composées de deux parties, se portaient sur le haut du bras et se gonflaient à l'aide d'une valve. Ils ont été présentés pour la première fois sur les plages de Los Angeles (Californie).

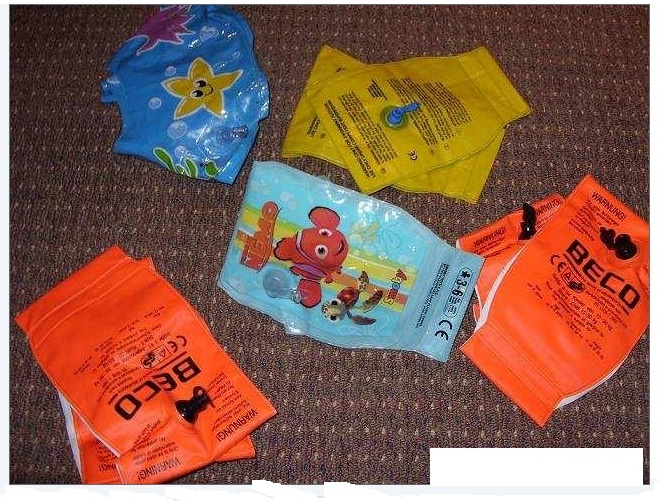
Plusieurs modèles dégonflés de brassards modernes